# Храни (Катеринско)
Храни (на гръцки: Χράνη) е бивше село в Северна Гърция, в дем Катерини, област Централна Македония.

## География
Храни е разположено на 160 m надморска височина, северно от град Катерини и южно от Кукос.

## История
В XIX век Храни е гръцко село в Катеринската каза на Османската империя. Александър Синве (Les Grecs de l’Empire Ottoman. Etude Statistique et Ethnographique) в 1878 година пише, че в Ксрани (Xrani), Китроска епархия, живеят 70 гърци. Църквата „Света Неделя“ е от 1864 година.
В 1913 година след Междусъюзническата война селото остава в Гърция. Според преброяването от 1913 година Храни има 71 жители. В 1923 година в селото са заселени гърци бежанци. В 1928 година има 181 жители, от които 50 бежанци. По-късно в селото са заселени още бежанци
В 1974 година жителите на селото се преместват в областта Кумандза (Κουμάντζα) и основават Неа Храни.
| Година    | 1913 | 1920 | 1928 | 1940 | 1951 | 1961 | 1971 | 1981 | 1991 | 2001 | 2011 | 2021 |
| --------- | ---- | ---- | ---- | ---- | ---- | ---- | ---- | ---- | ---- | ---- | ---- | ---- |
| Население | 71   | 84   | 181  | 410  | 385  | 275  | 211  | 0    |      |      |      |      |